# Right Now (сингл Van Halen)
Right Now (рус. Прямо Сейчас) — тридцать шестой в общем и пятый с альбома For Unlawful Carnal Knowledge сингл хард-рок группы Van Halen, выпущенный 15 февраля на лейбле Warner Bros..

## О сингле
Песня размышляет о том, чтобы жить настоящим моментом и не бояться перемен. Вокалист Сэмми Хагар сказал, что он писал текст этой песни в студии очень поздно вечером, и он услышал, как Эдди Ван Хален в соседней комнате работает над фортепианной мелодией. Хагар сказал, что он вдруг понял — «мы пишем одну и ту же песню», поэтому он вошел в комнату и начал петь свои слова под музыку Эдди.
По словам Эдди, мелодия датируется 1983 годом, «до того, как я написал „Jump“ — он не выходил до 92-го, 93-го года или что-то в этом роде, потому что никто не хотел иметь с ним ничего общего. Ранняя версия мелодии появляется в фильме 1984 года „Дикая жизнь“, которая была записана Эдди. Эдди также заявил, что до того, как Хагар был нанят на замену Дэвиду Ли Роту, он рассматривал альбом, в котором будут представлены различные приглашенные певцы, а Джо Кокер будет назначен на „Right Now“.
Хагар говорит, что слова песни „Right Now“ были лучшими, которые он когда-либо писал для песен Van Halen. „Я устал писать дешевые сексуальные песни“, — вспоминал он почти два десятилетия спустя. — Мы с Эдди хотели серьёзно поговорить о мировых проблемах.» Различные правки видео были использованы в турне Van Halen в 2004 году, чтобы сделать более явные политические заявления в последующие годы.

## Музыкальное видео
Музыкальное видео (режиссёр Марк Фенске и продюсер Кэролин Бьюг) отразило события, происходившие в то время, как внутри группы, так и в социальном мире вокруг них. Он использовал большие печатные буквы для отображения предложений, таких как «прямо сейчас люди занимаются незащищенным сексом» («Right now, people are having unprotected sex») и «прямо сейчас кто-то слишком много работает за минимальную зарплату» («Right now, someone is working too hard for minimum wage»), чтобы описать кадры на заднем плане. Эта концепция использовалась ранее в таких клипах, как Another Day in Paradise Фила Коллинза.
Хагар изначально был против концепции видео, когда она была впервые объяснена ему. Он заявил: «Люди даже не будут слушать то, что я говорю, потому что они будут читать эти субтитры» (одно из сообщений в видео даже поднимает эту тему: «прямо сейчас, возможно, нам следует обратить внимание на текст песни»). Несмотря на то, что председатель Warner Bros. Мо Остин позвонил ему, заявив, что это будет самое большое музыкальное видео в карьере группы, он все ещё был так зол, что исчез в Южной Каролине на неделю со своей тогдашней подругой.
Во время самих съемок он подхватил пневмонию и страдал от лихорадки, которая усилила его гнев из-за видео. Режиссёр Фенске говорит, что не заметил, но допускает, что он нервничал и был занят, так как это было первое видео, которое он снял, и у него было много других вещей, на которые нужно было обратить внимание. По словам Хагара, сцена, где он стоит в стороне от микрофона и отказывается петь, и конец клипа, где он хлопает дверью гримёрки, не были инсценированы — он был искренне зол.
"Для идеи девушки поджечь фотографию парня, — вспоминает Фенске, — у меня была своя фотография в 24 года, которую я не возражал сжечь.- Он говорит, что все участники клипа были либо членами съемочной группы, либо членами Van Halen, кроме одной — его матери. Он привел её на премию Video Music Awards в качестве его спутницы.
Клип получил три награды на MTV Video Music Awards 1992 года, в том числе премию «Видео года». Басист Майкл Энтони сказал в книге 2011 года, что, по его мнению, это было лучшее видео, которое когда-либо делал Van Halen. Несмотря на похвалы, Хагар якобы выразил разочарование результатом, заявив: «Я не думаю, что этого достаточно о группе.»
В конце концов Хагар признался, что был весьма впечатлен музыкальным клипом, назвав его «блестящим». Он пояснил, что его трудности с сотрудничеством во время видеосъемки проистекали из первоначальной обработки и раскадровки, которую представил Фенске, которая, по мнению Хагара, была неорганизованной, неясной и упускала смысл песни, которой он очень гордился. Он продолжал хвалить Фенске за его работу. Позже Хагар повторно использовал концепцию видео и текст песни «Right Now» для заглавного трека своего сольного альбома Cosmic Universal Fashion 2008 года.

## В популярной культуре
Позже песня была использована в рекламе Crystal Pepsi между 1992 и 1993 годами. Эдди сказал, что он согласился лицензировать песню PepsiCo, потому что знал, что в противном случае компания наймет студийных музыкантов для записи кавера.
Политика
Эта песня неоднократно использовалась американскими политическими кандидатами. 29 августа 2008 года во время предвыборного митинга в Огайо, после объявления сенатором Джоном Маккейном губернатора Аляски Сары Пэйлин — его напарницей и её высказываний, эта песня была воспроизведена по звуковой системе. Участники группы, как сообщается, не согласились с использованием на митинге Маккейна этой песни — Алекс и Эдди Ван Хален опубликовали заявление, в котором говорилось: «разрешение не было запрошено или предоставлено, и оно не было бы дано.» Хагар (хотя он и не особо поддерживал Маккейна), сказал, что лично у него нет никаких проблем с использованием этой песни кампанией Маккейна, настаивая на том, что независимо от того, какой кандидат использовал эту песню, текст все равно имел тот же смысл. Во время своей президентской кампании Дональд Трамп использовал эту песню на своих митингах.
Группа также использовала эту песню для политических заявлений. Хотя вокалист Сэмми Хагар был финансовым сторонником президента Джорджа Буша-младшего в его предвыборной кампании 2004 года, во время тура 2004 года группа проецировала музыкальное видео «Right Now» с несколькими дополнительными современными сценами на большой экран позади них, пока они исполняли песню. Некоторые новые современные сцены звучали так: «прямо сейчас кто-то едет слишком быстро в последний раз» и «прямо сейчас 13-летний подросток незаконно скачивает эту песню». Ещё одним из обновлений стало новое изображение Буша, сопровождаемое подписью «прямо сейчас нет ничего дороже сожаления» (в оригинальном видео использовался образ неиспользованного презерватива с этой подписью, подразумевающей незапланированное родительство).

## Список композиций
| №  | Название    | Длительность |
| -- | ----------- | ------------ |
| 1. | «Right Now» | 5:21         |

## Участники записи
- Алекс Ван Хален — ударные
- Эдди Ван Хален — электрогитара, бэк-вокал, синтезатор
- Майкл Энтони — бас-гитара, бэк-вокал
- Сэмми Хагар — вокал